# キグレNewサーカス

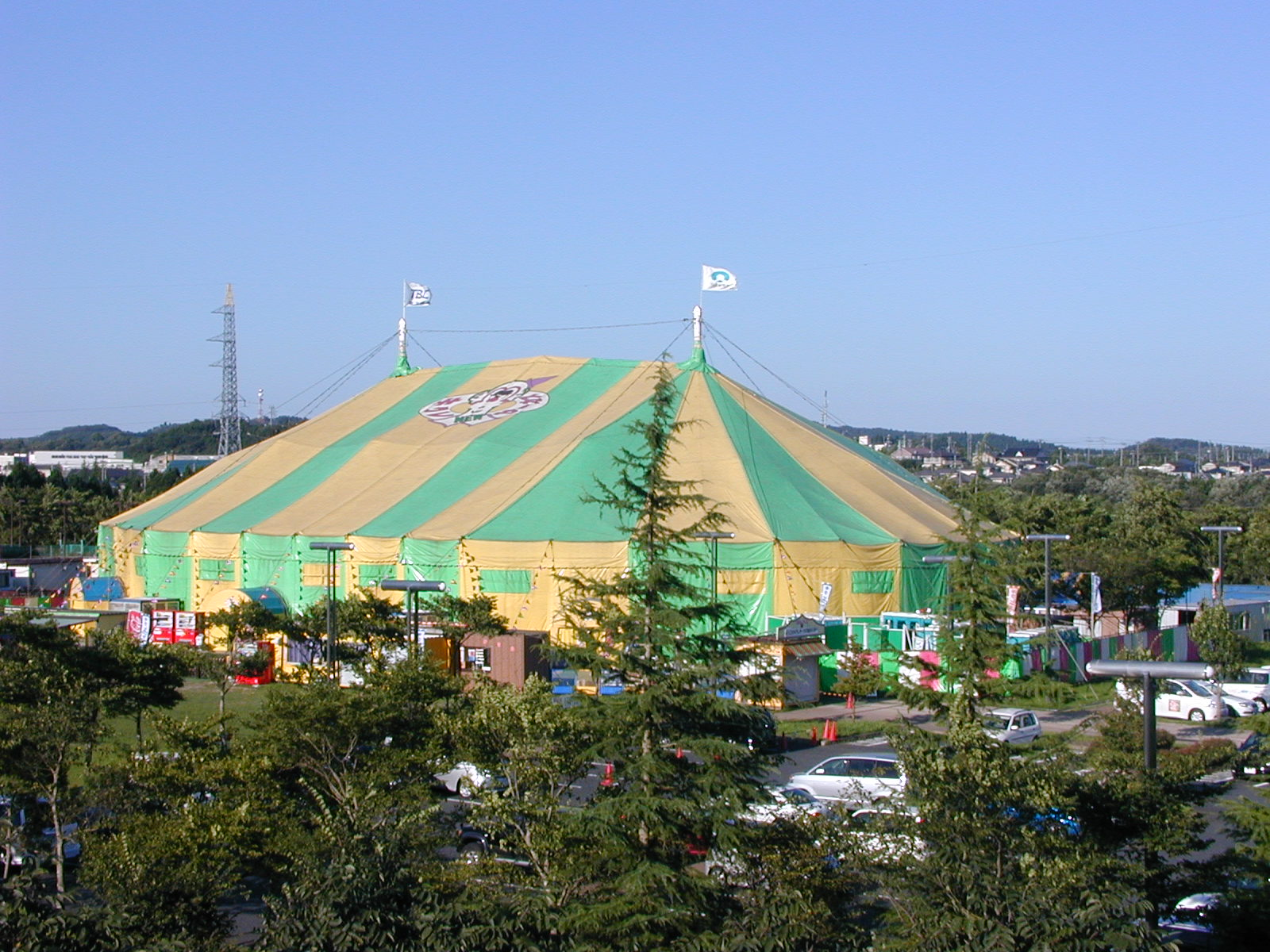
仙台公演中のキグレニューサーカス（2009年8月。宮城県総合運動公園）

キグレNewサーカス（キグレニューサーカス）は、日本にかつて存在したサーカス団。北海道札幌市に本部を置いた。運営会社は、北海道札幌市中央区伏見3丁目16に所在した株式会社キグレサーカス。

## 概要
1942年（昭和17年）水野伊佐夫によって設立された日本屈指のサーカスであった。4代目の代にサーカスとして日本初の株式会社となり、後楽園球場での公演を数回にわたり成功させた。モナコで行われた『サーカスオリンピック』の日本代表で初参戦し見事に金メダルを獲得するなどの偉業を成し遂げた。
キグレNewサーカスの特徴は「進化し続けるサーカス」と言え、三木のり平をはじめ萩本欽一などの演出によるオリジナルの物語でミュージカルと日本の伝統芸能を織りまぜ、音楽演出に宇崎竜童、衣装にコシノジュンコを取り入れるなど斬新な企画により、従来からのサーカスのイメージを一転させた。
マスメディアにも多数出演し『新春かくし芸大会』の常連でもあった。
1978年に発刊された草鹿宏著作のノンフィクション『翔べイカロスの翼』は、同団でピエロとして活躍し、子供たちの人気者となりながら、演技中に不慮の事故で夭折した青年、栗原徹の青春を描いた作品である。同作品は後にさだまさし主演で映画化され、さだが歌う主題歌『道化師のソネット』は大ヒットした。ドラマでは西城秀樹、ミュージカルでは子門真人が栗原を演じている。
その他、TBSドラマ『サーカス村裏通り』(松坂慶子主演)、フィクションではあるが安達祐実の『家なき子』でもキグレサーカスがそのまま舞台となっている。
1984年公開の映画『男はつらいよ 夜霧にむせぶ寅次郎』では、オートバイショーの場面が登場した。
ナインティナインの岡村隆史が番組の企画で参加したり、遠藤久美子が空中ブランコに挑戦したりしたことでも知られた。
かつては観客定員が3500人規模の興行を行っていたこともあったが、2000年代には観客の減少により興行規模の縮小を余儀なくされるなど業績は低迷していた。さらに、2009年10月に埼玉県川越市で行われた興行が、当時流行していた新型インフルエンザの影響を大きく受ける形となって大幅赤字を出すなど、資金繰りが悪化。このため、2010年9月末に従業員35人全員を解雇し、同年10月23日から群馬県前橋市で予定していた興行を中止。同年10月19日付で事業を停止した。負債総額は5億8000万円で、法的整理を行わず、資産処分終了後に廃業した。

## 関連図書
- 草鹿宏『翔べイカロスの翼』（一光社、1978年）
- 久田恵『サーカス村裏通り』（JICC出版局、1986年）ISBN 978-4-88-063223-0 - キグレサーカスに炊事係として1年間在籍したシングルマザーの著者が体験したことを描いた作品、TBSにてドラマ化。
- 宇根元由紀『サーカス放浪記』（中央公論社、1996年5月）ISBN 4122026032 - キグレサーカスに道化師として4年間在籍した著者がサーカス団の舞台裏を描いた作品[3][4]
- 稲泉連『サーカスの子』（講談社、2023年）ISBN 978-4-06-530966-7 - 久田恵の息子である著者が幼少期を過ごしたキグレサーカスの関係者を訪ねて話をきく作品。